# 死亡金屬音樂
死亡金屬（Death Metal）是重金屬音樂中的一種極限金屬樂派。其以早期的「黑金屬」與「鞭擊金屬」為背景開始演化而成（主要是受鞭擊金屬中的Slayer樂團影響）。它的特點是充斥電吉他快速的反覆、幾無旋律之和絃、速擊狂踩的雙大鼓、主唱咬牙不清的低吟狂吼（死腔）、複雜的編曲和多樣化的變拍。歌詞主題包含砍殺電影暴力、政治衝突、宗教、自然、哲學、真實犯罪以及科幻故事。“死亡金屬”以來自佛羅里達州的重金屬樂團最具代表性。
代表性樂團：Death、Carcass、Cannibal Corpse、Suffocation等。

## 歷史

### 初期發展與早期歷史
1981年，英國的Venom樂團發行了專輯《Welcome to Hell》，它影響了後來的鞭擊金屬、死亡金屬，以及黑金屬音樂的發展。他們在專輯中的黑暗演奏、刺耳的人聲、疾速的彈奏令人有撒旦的極端印象，這成為了很多極端金屬樂團的啟發來源。另外一支對死亡金屬起源產生影響力的樂團，是1981年成立的美國樂團Slayer，雖是鞭擊金屬樂團，但Slayer十分強調暴力、死亡、戰爭等主題。根據Allmusic的資料庫記載，他們的第三張專輯《Reign in Blood》，極大的啟發了整個死亡金屬的胎動，對後來幾支重要的死亡金屬樂團有很深遠的影響。
1983年，美國舊金山灣區成立的樂團Possessed，Allmusic指出他們的處女作《Seven Churches》就是受到Slayer影響而催生下的產物，將死亡金屬的新生動力持續普及化。
和Possessed同時期，美國佛州出現了一支名叫Death的樂團，他們更加低沉的riff和更高速的鼓點，攪動了錄音帶市場。1987年，他們發行了專輯《Scream Bloody Gore》之後，因為其音樂性一直被許多樂團延伸了數十年，被視為是世上第一張最純正的死亡金屬專輯，Death也被公認是「死亡金屬之父」。

### 日益普及
到1989年，許多唱片公司聞出了死亡金屬市場的商機，許多佛州的死金樂團紛紛被簽下，包括Obituary、Morbid Angel與Deicide等等，這些樂團日後也真的在市場上興起，後被稱為「佛州死金」。
在20世紀80年代後期，死亡金屬的成長傳到歐洲的瑞典，並轉為在旋律性上發展，隨著掀起瑞典死亡金屬新浪潮的Carnage、God Macabre、Entombed、Dismember與Unleashed等樂團先行後，90年代初繼續出現Dark Tranquillity、At the Gates和In Flames等大團，旋律死亡金屬正式在瑞典誕生了。

### 之後的歷史
死亡金屬的樂迷數量在1992年到1993年之間是最高峰的時期，因挪威黑金屬與瑞典旋律死金之間的良性競爭下，美國的死亡金屬也得到成長，並發展出更加多元的風格分支。

## 特點
1. 这些乐队的演奏极其朴实，不像普通重金屬乐队，在乐器上加许多效果器，或是用点弦、大小泛音等复杂指法。然而他们的音乐是“金属”味，噪而重，从乐器到主唱的噪音都有噪音成分，而且配合巧妙，有种出人意料的效果，并将“金属乐”这个概念表达得淋漓尽致。
2. 这些乐队很突出的一点就是鼓的节奏异常惊人，他们采用双大鼓〈或双踏〉，双脚轮踩，其速度之快难以言表。第二是鈸的运用，比一般的乐队快而频繁的多，小鼓和鈸同打，並且與大鼓切分，声音刺耳。第三是鼓的运用似乎代替了普通金属中的吉他独奏，占比重很大。
3. 主唱的噪音基本上用“吼”（低）和“嚎”（高）两种，而且大部分主唱用真嗓，而非靠麦克风或录音技术做出来的。
4. 反宗教意识非常明显，从乐队名到歌名，大量涉及宗教名词，晦涩难懂。内容多涉及死亡、虐待、精神错乱、人格分裂、道德危机等等。借此把人类社会的阴暗面表现出来.
5. 封面设计充满血淋淋的人体残片，或是人的肌肉神经解剖图，或是被钉在十字架上的死人，或是恐怖电影中的恶魔形象。
6. 每个专辑都像流水一样，没有任何停顿喘气的机会，鼓手自始至终快速击打，贝司和吉他发出巨大刺耳的爆炸声。

## 代表樂團
- 傳統死亡金属：美國的Death(死神樂團)、Deicide(殺神狂徒)、Cannibal Corpse(食人殭屍)、Morbid Angel(病態天使) 瑞典的Dismember(肢解樂團)；捷克的Krabathor；
- 殘忍死亡金屬：美國的Devourment、Brodequin 比利时的Aborted
- 技術死亡金屬（英语：Technical death metal）：美國的Nile(尼羅血河)、Suffocation(窒息煉獄)
- 旋律死亡金属：代表乐队有瑞典的烈燄邪神樂團（In Flames）、寂靜黑暗樂團（Dark Tranquillity）、At The Gates(在门外)、Sacrilege、邪神大敵（Arch Enemy）、Hypocrisy(偽教亡魂)以及英国的Carcass
- 末日死亡金屬（英语：Death-doom）：代表樂團有Autopsy、Winter、Asphyx、Dismbowelment、Paradise Lost，以及My Dying Bride
- 前衛死亡金屬（英语：Progressive Death Metal）：代表乐队是芬兰的Sentenced以及瑞典的殘月魔都（Opeth）、Edge of Sanity(理智边缘)[12]
- 血輾死亡金屬（英语：Goregrind） 和 死輾死亡金屬（英语：Deathgrind）：代表樂團有Brujeria、Cattle Decapitation、Pig Destroyer、Circle of Dead Children、Rotten Sound、GUT以及Cock and Ball Torture
- 燻黑死亡金屬： 代表樂團有Sarcófago、Blasphemy、Beherit、Impaled Nazarene、Belphegor、Behemoth、Akercocke、Zyklon和Sacramentum
- 交響死亡金屬： 代表樂團有Nightfall和Eternal Tears of Sorrow
- 死蕊(死核)：代表樂團有Suicide Silence、Salt the Wound和Job for a Cowboy